# Змеешейки
Змеешейки (лат. Anhinga) — единственный современный род птиц в семействе змеешейковых (Anhingidae). На сегодняшний день в нём известно четыре вида, один из которых находится под угрозой исчезновения. Своё название получили благодаря своей длинной тонкой шее, которая при плавании выглядит подобно змее, когда остальная часть туловища скрыта под водой.
Змеешейки — крупные птицы с различным диморфным (то есть различным у самцов и самок) оперением. У самцов чёрное и тёмно-коричневое оперение, прямой гребешок на затылке, и больший, чем у самок, клюв. У самок оперение гораздо менее яркое, особенно на шее и подгрудке. Как у самцов, так и самок имеются серые прерывистые линии на оперении верхней части крыльев. Клюв длинный, прямой, на конце заострённый, имеет слегка зубчатые края. Лапы у змеешеек полностью перепончатые, короткие и расположены далеко в задней части туловища. Оперение намокает, как у бакланов, и поэтому после погружения змеешейки широко расправляют крылья, чтобы дать им просохнуть. При полёте либо посадке издают щёлкающие или стрекочущие звуки. При выведении потомства взрослые птицы иногда издают каркающие либо шипящие звуки. Змеешейки морфологически и экологически близки к бакланам, но отличаются от них рядом анатомических особенностей.

## Распространение
Змеешейки распространены в экваториальном, тропическом и субтропическом поясах Земли. Обитают в пресных либо солоноватых водоёмах: озёрах, реках, болотах, лиманах, лагунах и бухтах. Собираются в стаи до 100 птиц, но во время выведения потомства чётко придерживаются своего индивидуального участка. Большинство ведут оседлый образ жизни, и только популяции на концах ареала являются перелётными.

## Питание
Змеешейки в основном питаются рыбой. Свой длинный острый клюв используют для прокалывания рыбы подобно гарпуну. Специальный сустав между восьмым и девятым позвонками позволяет им резко выкидывать шею, что помогает при охоте за рыбой. Кроме того, змеешейки питаются земноводными (лягушки, тритоны), рептилиями (змеи, черепахи) и беспозвоночными (насекомые, креветки и моллюски). С помощью своих лап способны бесшумно передвигаться под водой и подкарауливать жертву из засады. После того как жертва схвачена, быстро выныривают, подбрасывают добычу вверх и глотают на лету.

## Размножение
Змеешейки моногамны, то есть живут парами во время брачного сезона. В это время их небольшой горловой мешок меняет свою окраску с розового или жёлтого на чёрную, а кожа на голове становится бирюзовой (до этого жёлтая или жёлто-серая).
Скрещивание может быть как сезонным, так и круглогодичным в зависимости от района обитания. Гнёзда, состоящие из веточек, строятся на деревьях или в камышах, часто возле воды. Кладка состоит из 2-6 яиц (обычно четырёх) бледно-зелёного цвета. Инкубационный период составляет 25-30 дней. Птенцы появляются асинхронно, без оперения и беспомощные. Как самец, так и самка ухаживают за потомством. Половая зрелость наступает через два года. Живут эти птицы около 9 лет.

## Систематика
Семейство змеешейковых морфологически и экологически очень близко к другим семействам отряда пеликанообразных.
Международный союз орнитологов выделяет четыре вида змеешеек:
- Американская змеешейка (Anhinga anhinga)
- Индийская змеешейка (Anhinga melanogaster)
- Африканская змеешейка (Anhinga rufa)
- Австралийская змеешейка (Anhinga novaehollandiae)

Вымершие виды с Маврикия (Anhinga nana) и из Австралии (Anhinga parva) известны только по найденным останкам костей. Змеешейки известны с периода раннего миоцена. Ранее большое биологическое разнообразие доисторических видов этих птиц наблюдалось в Америке.